# New York Pizza
New York Pizza is een Nederlandse fastfoodketen gespecialiseerd in pizza's. De individuele vestigingen worden beheerd door franchisenemers. In 2021 werd New York Pizza overgenomen door het Noorse Orkla en ondergebracht bij Consumer & Financial Investments samen met  het Finse Kotipizza.

## Geschiedenis
Het bedrijf opende onder leiding van Richard Abram en de gebroeders Max en Philippe Vorst in 1993 zijn deuren met een vestiging op het Spui in Amsterdam. De keten begon in 1996 met bezorgen en heeft inmiddels meer dan 200 bezorg- en afhaalvestigingen. Naast pizza bevat het assortiment ook pasta's, broodjes en salades. In 2000 werd de keten Mama Joe Pizza en Pasta overgenomen.
De formule is gebaseerd op het franchise-principe. New York Pizza heeft sinds de start een eigen deegfabriek en groothandel, genaamd Euro Pizza Products die ook deeg aan andere ketens in Europa levert. In 2023 bestaat New York Pizza 30 jaar en tegelijkertijd groeit zij naar 300 vestigingen in Nederland.
De groep is onderdeel van The European Pizza Company (TEPC) waaronder ook Koti Pizza uit Finland, en Da Grasso uit Polen vallen. TEPC is een dochterbedrijf van Orkla, dat aan de Noorse beurs is genoteerd. De groep heeft hiermee 850 vestigingen in Europa.

## Distributie in Europa
In 2014 werd in Keulen de eerste Duitse vestiging geopend. Al na drie jaar werd de bedrijfsvoering stopgezet. In maart 2018 is een nieuwe poging gestart wederom in Keulen. In 2020 werd ook een vestiging in het Belgische Leuven geopend. Na de overname van New York Pizza door het Noorse bedrijf Orkla begon men een overnameslag in Duitsland. In september nam men Stückwerk over en een maand later werden ook de ketens Pizza Planet en Flying Pizza overgenomen. Hierdoor steeg het aantal vestigingen in Duitsland van 4 naar 107.